# المدن البيئية (إنجلترا)
المدن البيئية هي برنامج ترعاه الحكومة للمدن الجديدة المقرر بناؤها في إنجلترا، والتي تهدف إلى تحقيق معايير نموذجية للاستدامة.
أعلنت وزارة المجتمعات والحكومة المحلية (سي إل جي) عام 2007 عن مسابقة لبناء ما يصل إلى عشر مدن بيئية. تلقت المقترحات دعمًا من منظمات مثل جمعية تخطيط المدن والريف ولكنها أثارت أيضًا جدلًا وشكوكًا (انظر مثلُا قضية مانس 2008).
اقتُرح في البداية أكثر من خمسين عرضًا للمدينة البيئية، عدّل العديد منها نسخًا من مقترحات مخططات إسكان قائمة. وخضع مفهوم المدينة البيئية والمواقع الأولية لمشاورات وزارة المجتمعات والحكومة المحلية التي انتهت في 30 يونيو 2008.
أعد بيان جديد لسياسة التخطيط ونشر في 16 يوليو 2009، بعد فترة المشاورات التي انتهت في 30 أبريل 2009، وصف المعايير التي يجب أن تحققها المدن البيئية.
وبحلول عام 2012، جرت الموافقة على أربعة مواقع فقط، لم يكتمل أي منها حتى الآن.
أعلنت حكومة المحافظين في يناير 2017 عن مبادرة جديدة لأربعة عشر قرية حدائقية وثلاث مدن حدائقية. شمل ذلك ويست كاركليز في كورنوال، التي كانت جزءًا من مقترحات المدينة البيئية الأولية.

## معايير المدينة البيئية
يجب أن تشمل المعايير التي تحققها المدن البيئية وفقًا لـ«مشروع بيان سياسة التخطيط: المدن البيئية» ما يلي:
- إسكان ميسور التكلفة: يجب أن تكون 30% على الأقل من المساكن ميسورة التكلفة في كل مدينة بيئية.
- خالية من الكربون: يجب أن تكون المدن البيئية خالية من الكربون على مدار العام (لا يشمل ذلك انبعاثات النقل).
- المساحات الخضراء: يجب أن تشغل المساحات الخضراء 40% من المدن البيئية على الأقل.
- النفايات وإعادة التدوير: يجب أن تتمتع المدن البيئية بمعدلات إعادة تدوير عالية وأن تستفيد من النفايات بطرق جديدة.
- المنازل: يجب أن تحقق المنازل المستوى الرابع أو أعلى من المدونة المتعلقة بالمنازل المستدامة (من المستغرب أنها لا تتطلب أعلى مستوى متاح، ما يشكك في مصداقية هذه المتطلبات).
- التوظيف: يجب توفير فرصة عمل واحدة على الأقل يمكن الوصول إليها عن طريق وسائل النقل العام أو المشي أو ركوب الدراجات لكل منزل. (رغم أن المعايير لا تتطرق إلى كيفية ضمان مطورو الإسكان ذلك، وقد فقد هذا المعيار مصداقيته إلى حد كبير في الأزمة الاقتصادية الحالية).
- الخدمات: يجب توفير متاجر ومدرسة ابتدائية على مسافة قريبة من كل منزل، وتوفير جميع الخدمات المتوقعة من بلدة تضم ما يصل إلى 20,000 منزل.
- التحول/البناء: يجب أن تكون المرافق في مكانها قبل وفي أثناء البناء.
- النقل العام: يجب توفير معلومات النقل العام الآنية لكل منزل، ووجود شبكة مواصلات عامة تبعد عشر دقائق تقريبًا سيرًا على الأقدام عن كل منزل.
- المجتمع: يجب أن يكون هناك مزيج من أنواع المساكن وكثافتها، ويجب أن يكون للمقيمين رأي في كيفية إدارة مدينتهم، عن طريق الحكم بطرق جديدة ومبتكرة.

توجد المزيد من المعايير المتعلقة بالمياه والتنوع البيولوجي وقضايا أخرى. ويوجد فيديو قصير عن المعايير.
تخضع المعايير للمشاورات وبالتالي يمكن أن تتغير. ويُستخدم في المدن البيئية 32%من إجمالي الموقع للإسكان وإنشاء القرى.
يجب أن يتوفر في كل مدينة بيئية مبنية 14,000 وظيفة مقترحة في مجالات مختلفة مثل التصنيع والخدمات الصناعية.